# Циковиці
Циковиці (пол. Cikowice) — село в Польщі, у гміні Бохня Бохенського повіту Малопольського воєводства.
Населення — 835 осіб (2011).
У 1975-1998 роках село належало до Тарновського воєводства.

## Демографія
Демографічна структура станом на 31 березня 2011 року:
|          | Загалом | Допрацездатний вік | Працездатний вік | Постпрацездатний вік |
| -------- | ------- | ------------------ | ---------------- | -------------------- |
| Чоловіки | 398     | 71                 | 275              | 52                   |
| Жінки    | 437     | 79                 | 257              | 101                  |
| Разом    | 835     | 150                | 532              | 153                  |